# Am Zirkus
Am Zirkus ist der Name einer kurzen Straße im Berliner Ortsteil Mitte. Sie verläuft westlich der Friedrichstraße und verbindet den Schiffbauerdamm mit der Reinhardtstraße.

## Geschichte
Von 1867 bis 1868 entstand unter der Leitung des Architekten Friedrich Hitzig, damaliger Direktor der Berliner Immobilien Gesellschaft, auf dem Gelände eines ehemaligen Holzlager- und Schiffbauplatzes zwischen Reinhardtstraße (damals: Karlstraße) und der Pankemündung am Schiffbauerdamm mit dem Neubau der ersten Markthalle Berlins und umgebenden Wohnhäusern ein umfangreicher städtebaulicher Neubaukomplex. Die Straße entstand 1865 bis 1867 zur Erschließung dieses Gebietes und trug von 1865 bis 1891 den Namen Markthallenstraße.
Da die Markthalle ein wirtschaftlicher Misserfolg war, wurde sie bereits im Jahr darauf geschlossen. 1873 eröffnete in dem Gebäude der „Markthallen-Circus“ (später vom Circus Renz übernommen), woraufhin die Straße umbenannt wurde: zunächst Am Circus, seit 1903 in der heutigen Schreibweise. 1918/1919 baute sie Hans Poelzig für Max Reinhardt zum expressionistischen „Großen Schauspielhaus“ um. Später wurde die Halle als ursprünglicher Friedrichstadt-Palast genutzt und 1985 abgerissen.
Durch die umliegenden Wohnhäuser, von denen im Zweiten Weltkrieg einige zerstört wurden, erfolgte eine günstigere Verwertung des Baugrundstückes. Die noch vorhandenen Wohnhäuser Am Zirkus 2/3 und 4–6 sind gelistete Baudenkmale. In ihnen sind viele spätklassizistische Details der Ausstattung wie Stuck, Türen und vor allem die Treppenanlagen erhalten.
Die Schweizer Peach Property Group erwarb das Gelände (Am Zirkus 1) von der Vivacon und errichtete dort von 2010 bis 2014 nach Entwürfen von Eike Becker yoo Berlin, ein Gebäude mit 87 Luxuswohnungen, einem Hotel mit 311 Zimmern und Gewerbeflächen. Hier entstanden die vermutlich teuersten Luxuswohnungen Berlins.

## Straßenführung
Die Straße führt vom Schiffbauerdamm vorbei am Bertolt-Brecht-Platz L-förmig um den Komplex „yoo Berlin“ und endet nach der Kurve als Sackgasse. Von hier führt ein Fußweg zum Bertolt-Brecht-Platz, an dem das Theater am Schiffbauerdamm liegt, das heute das Berliner Ensemble beherbergt. Von der Reinhardstraße führt eine 30 Meter lange Verbindung zum Rest der Straße.

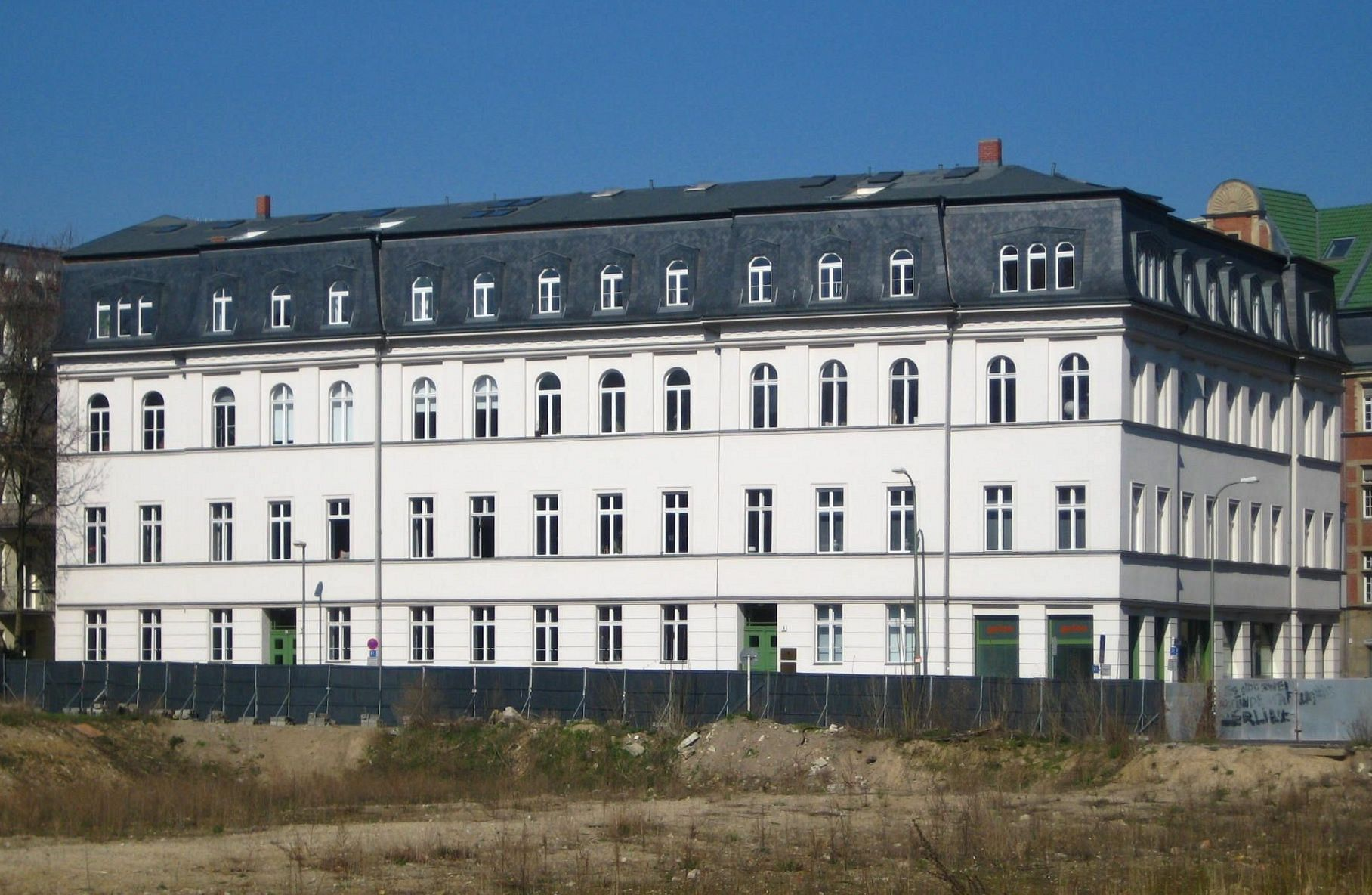
Wohnanlage Am Zirkus 2/3
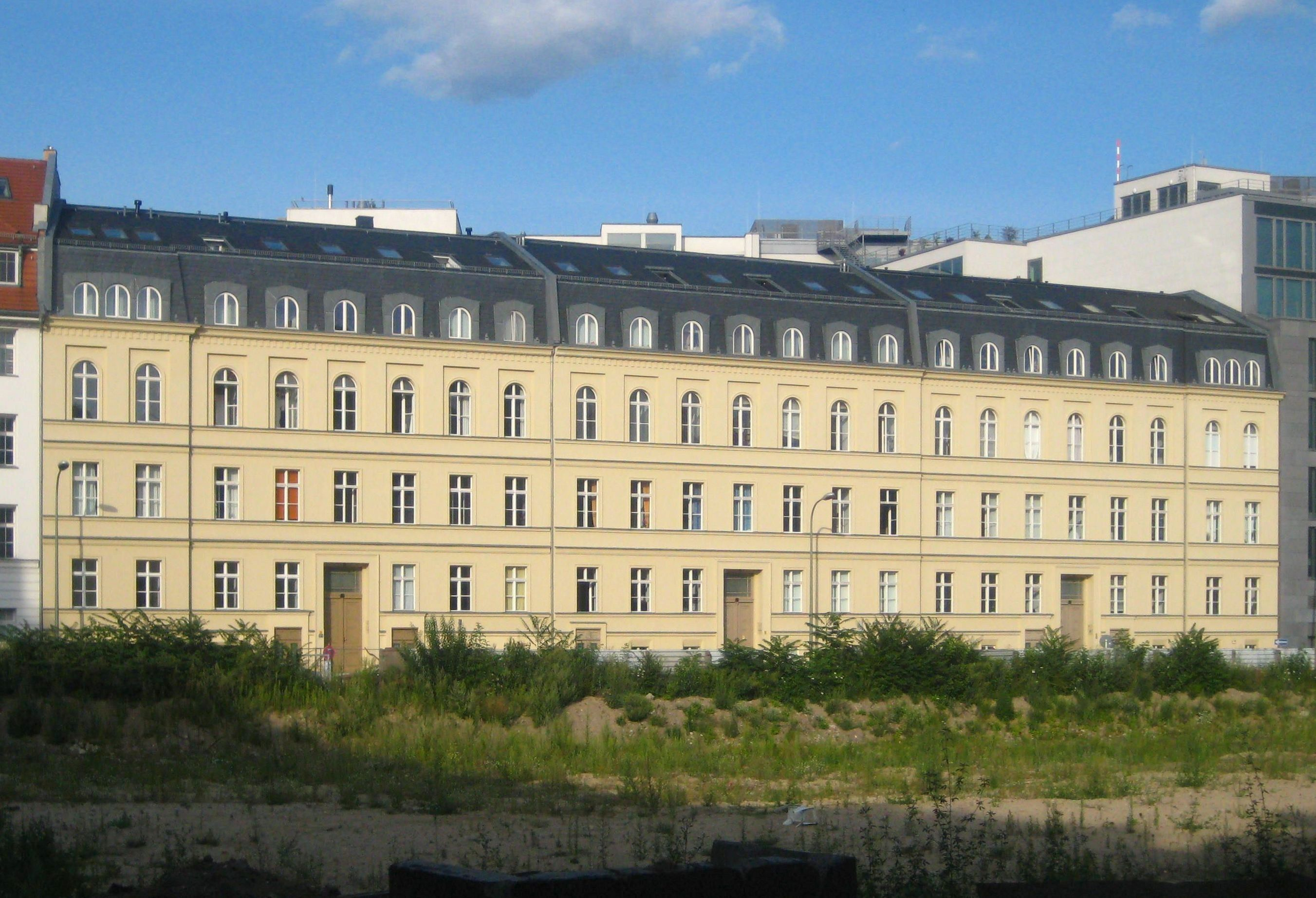
Wohnanlage Am Zirkus 4–6
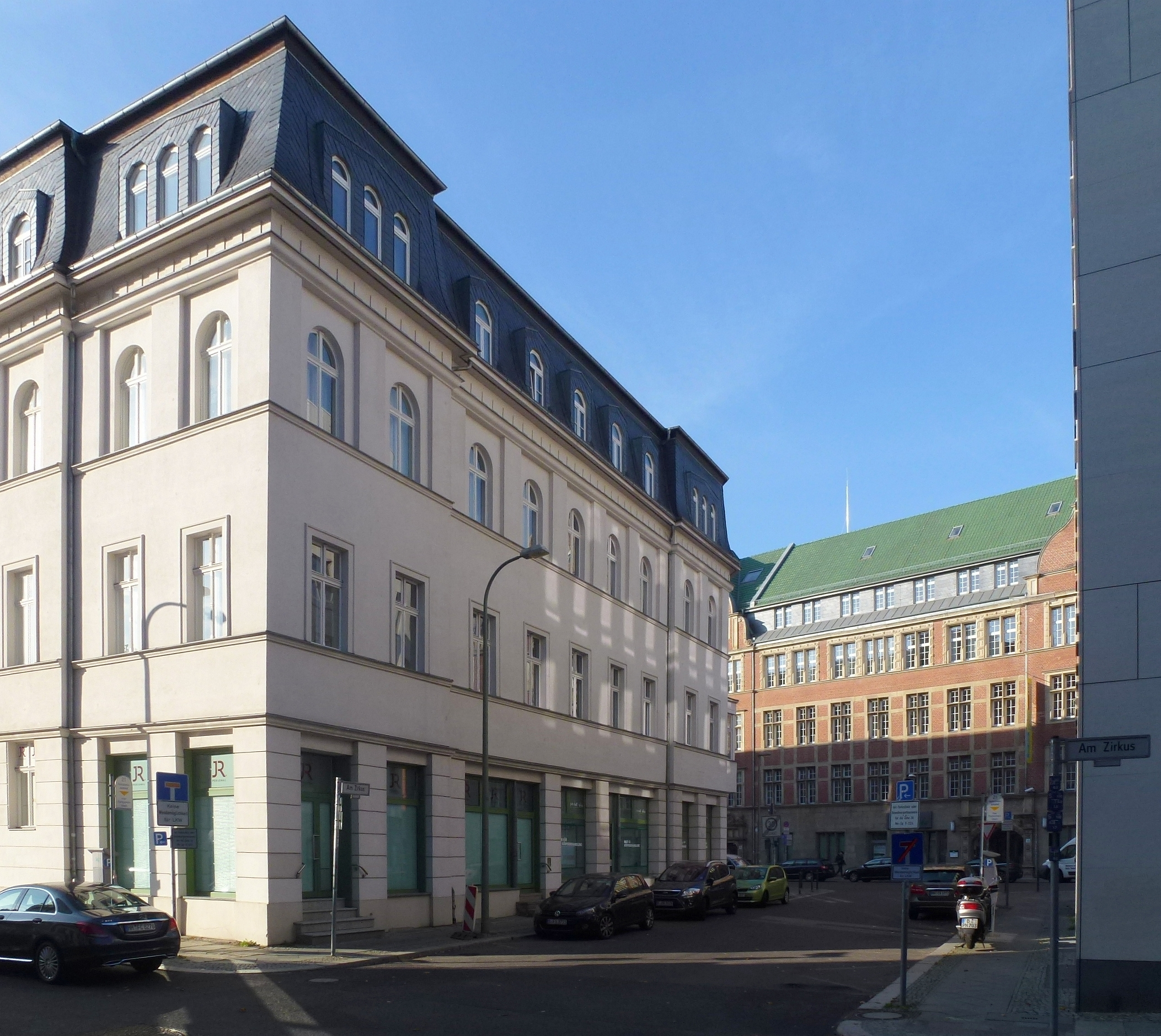
Zufahrt zur Reinhardtstraße
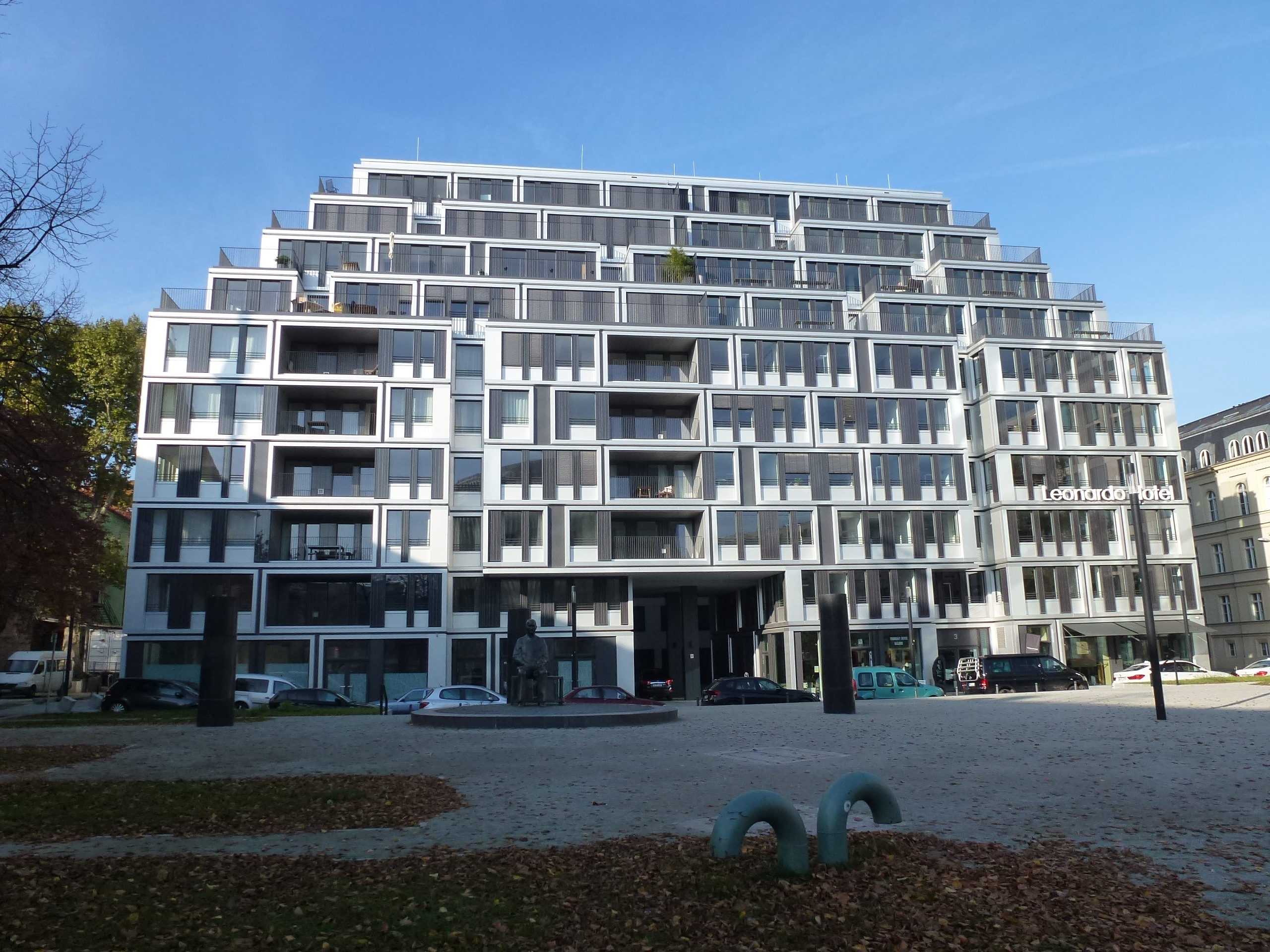
Blick auf yoo Berlin
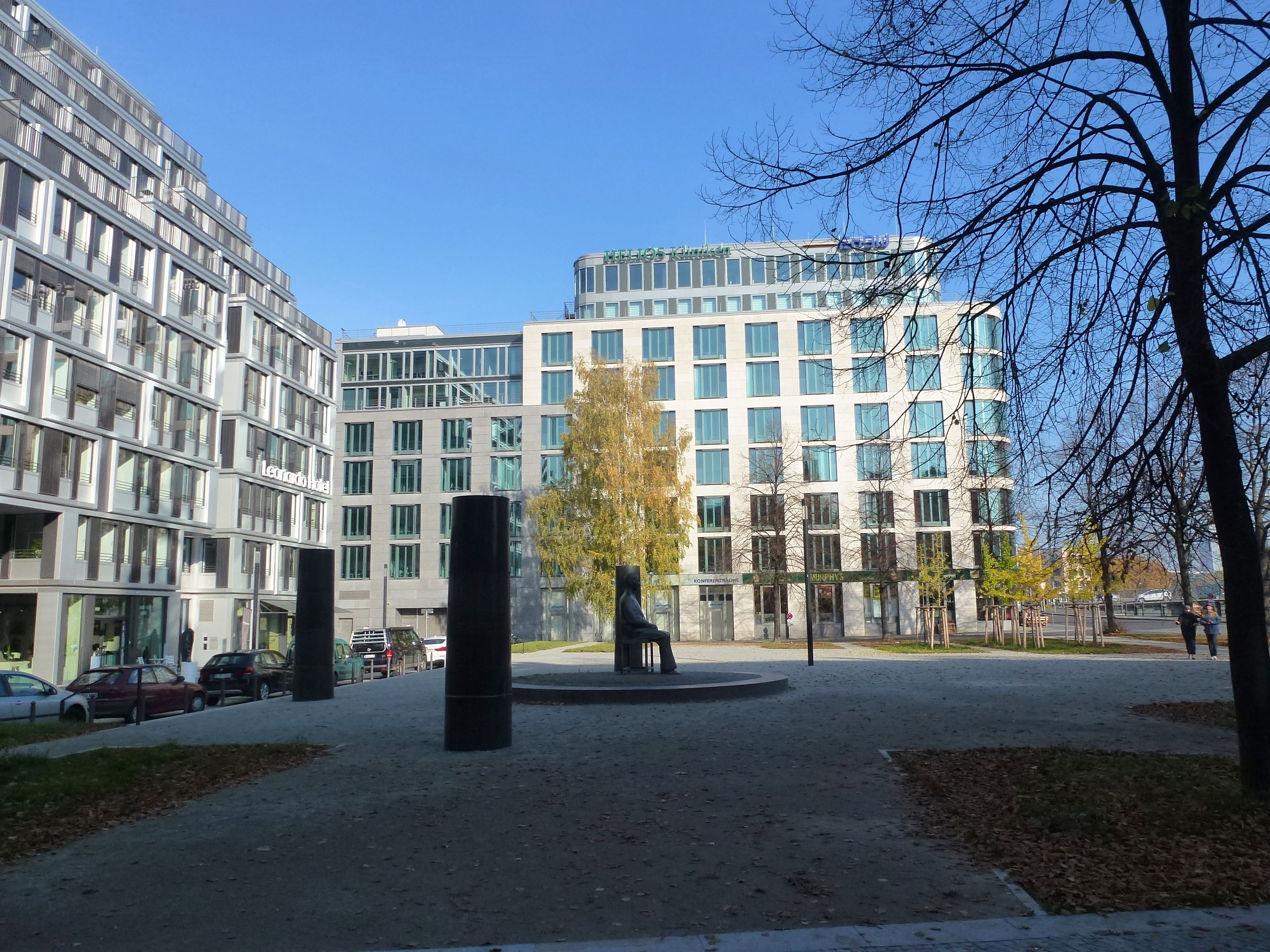
Bertolt-Brecht-Platz
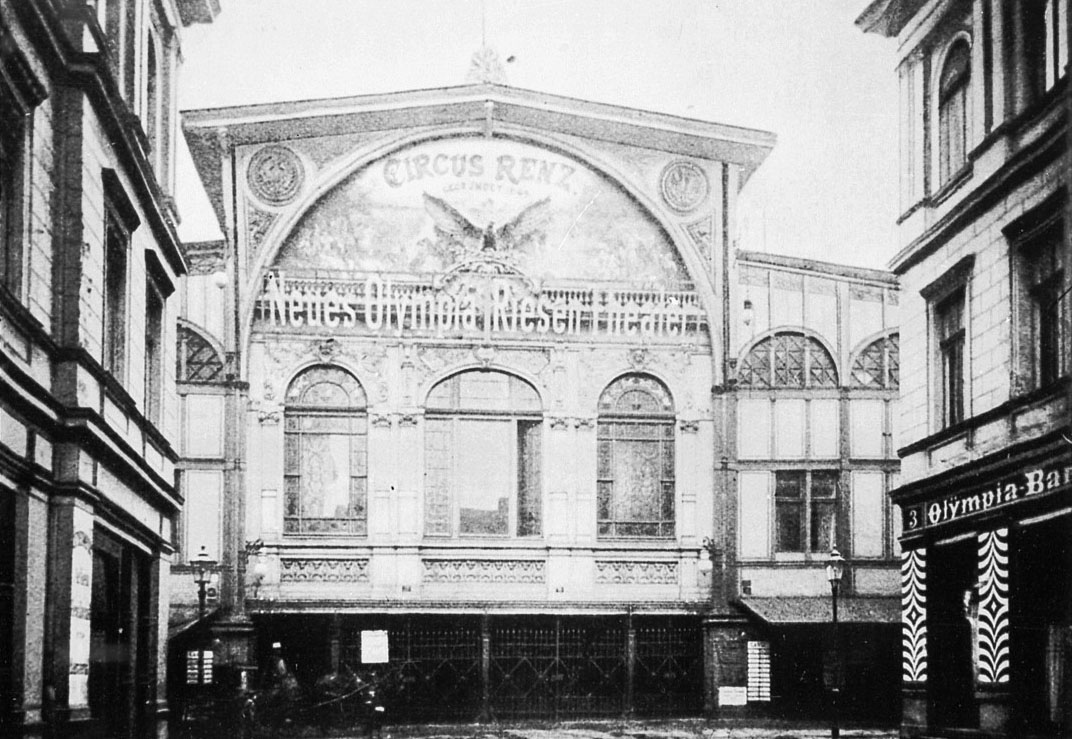
Circus Renz, Am Zirkus 1, 1898
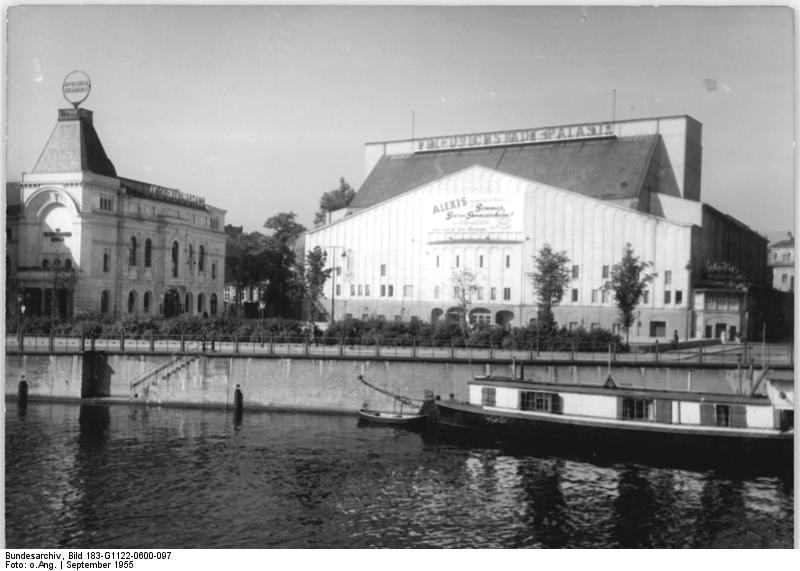
Alter Friedrichstadtpalast, 1955